# Richard Eden (schrijver)
Richard Eden (ca. 1521 - 1576) was een Engels pionier op het gebied van reisbeschrijvingen.
Zijn doel was om het werk van Spaanse en Portugese ontdekkingsreizigers in Engeland bekend te maken.
Eden vertaalde het werk van Sebastian Munster uit het Latijn onder de titel A Treatise of the Newe India, with other Newe Founde Landes and Ilands, as well Eastwarde as Westward (1553).

In 1561 verscheen zijn vertaling van het Spaanse handboek van Hernán Cortés, The Arte of Navigation. 

Een andere vertaling uit het Latijn, van Peter Martyr Anglerius, was The Decades of the Newe Worlde or West India (1555), dat in 1557 werd herdrukt als The History of Travayle in the West and East Indies.